# Dean Riesner
Dean Riesner (3 de novembro de 1918 - 18 de agosto de 2002) foi um escritor americano de cinema e televisão.

## Biografia
Riesner nasceu em New Rochelle, Nova Iorque. Seu pai, Charles Reisner, era um diretor de cinema mudo americano-alemão, e Dean começou a atuar em filmes aos quatro anos de idade como "Dinky Dean". Seu papel mais notável foi no filme de Charlie Chaplin, de 1923, The Pilgrim. Sua carreira nessa tenra idade terminou porque sua mãe queria que seu filho tivesse uma infância real. Quando adulto, seu primeiro trabalho em filmes foi como co-roteirista do filme de Ronald Reagan, Code of the Secret Service, de 1939.
Riesner ganhou um Oscar por dirigir Bill and Coo (1948), um longa-metragem com um elenco de pássaros reais, fantasiados de humanos, atuando no menor cenário de filmes do mundo.
Nas décadas de 1950 e 1960, Riesner trabalhou principalmente na televisão, inclusive escrevendo para Rawhide e o episódio "Tourist Attraction" de The Outer Limits, embora ele ocasionalmente contribuísse para longas-metragens como The Helen Morgan Story. Em 1968, ele conseguiu um emprego trabalhando no filme de ação de Clint Eastwood, Coogan's Bluff, e isso, por sua vez, o levou a escrever vários outros filmes de Eastwood ao longo da década de 1970. Riesner ajudou a escrever os roteiros para dois filmes de Eastwood em 1971, Play Misty for Me e Dirty Harry. Em 1973, ele forneceu uma reescrita não creditada para High Plains Drifter, e em 1976 ele foi um dos escritores que redigiu The Enforcer, o terceiro thriller de Dirty Harry. Nesse mesmo ano, ele forneceu o teleplay da minissérie da NBC, Rich Man, Poor Man, estrelado por Nick Nolte. Em 1979, ele escreveu um rascunho inicial para O Poderoso Chefão Parte III, mas seu roteiro foi descartado quando Francis Ford Coppola e Mario Puzo finalmente concordaram em colaborar em uma terceira parte da série.
Riesner continuou escrevendo nos anos 80, embora a maior parte de seu trabalho daquele período não tenha sido creditada. Esses filmes incluem Das Boot, The Sting II e Starman.[carece de fontes?]
Riesner morreu em 2002 de causas naturais em Encino, Califórnia. Ele havia sido casado com a atriz Maila Nurmi.